# Provinciale Stoombootdiensten in Zeeland
BlPSD (Provinciale Stoombootdiensten in Zeeland, in italiano Servizio provinciale battelli della Zelanda) è stata la compagnia di navigazione della provincia della Zelanda. Dal 1866 al 2003 ha gestito i collegamenti sui fiumi della Schelda Occidentale e Orientale, oltre che all'interno del lago di Veere (Veerse Meer). La compagnia ha interrotto i collegamenti il 15 marzo 2003 a seguito dell'apertura del tunnel della Schelda Occidentale (Westerscheldetunnel), il quale ha reso ridondanti i servizi gestiti con traghetti ro/ro per il trasporto di automobili.

## Storia

### Genesi
La compagnia nasce ufficialmente nel 1866, quando l'amministrazione provinciale della Zelanda prende in carico il servizio di navigazione tra le sponde della Schelda Occidentale: la prima denominazione è pertanto Provinciale Stoombootdiensten in Westerschelde. Nei primi anni del '900 la compagnia provinciale assume dapprima l'esercizio del collegamento Vlake-Hansweert-Walsoorden e in seguito dei collegamenti sulla Schelda Orientale; questi ultimi mediante la società separata Provinciale Stoombootdiensten in Oosterschelde. Solo nel 1940, durante la seconda guerra mondiale, le due compagnie vengono riunite in un'unica azienda che assume la denominazione definitiva.

### Chiusura
Il 14 marzo 2003 viene aperto ufficialmente il tunnel della Schelda Occidentale tra Ellewoutsdijk e Terneuzen, che rende immediatamente obsoleto il traghettamento degli autoveicoli. Il giorno successivo vengono effettuate le ultime corse, mentre dal 16 marzo 2003 le navi vengono poste in disarmo a Flessinga in attesa di vendita. Tale interruzione comportò la perdita di 220 posti di lavoro.
Il servizio tra Flessinga e Breskens venne mantenuto come servizio turistico riservato esclusivamente a pedoni e ciclisti, venendo affidato in appalto alla compagnia privata BBA Fast Ferries. Fino al 2 maggio 2004 i collegamenti sono stati svolti utilizzando i vecchi traghetti ro/ro; da quella data sono subentrate due moderne unità SWATH, la Prins Willem-Alexander e la Prinses Máxima.

## Collegamenti
Nei 137 anni di attività la PSD ha svolto i seguenti collegamenti:
| Bacino              | Collegamento               | Periodo di tempo |
| ------------------- | -------------------------- | ---------------- |
| Schelda Occidentale | Flessinga - Breskens       | 1866 - 2003      |
| Schelda Occidentale | Terneuzen - Hoedekenskerke | 1866 - 1972      |
| Schelda Occidentale | Hansweert - Walsoorden     | 1905 - 1943      |
| Schelda Occidentale | Kruiningen - Perkpolder    | 1943 - 2003      |
| Veerse meer         | Veere - Kamperland         | 1924 - 1961      |
| Veerse meer         | Kortgene - Wolphaartsdijk  | 1913 - 1960      |
| Schelda Orientale   | Kats - Zierikzee           | 1912 - 1965      |

Dal 1972 gli unici collegamenti ancora operati dalla PSD erano quelli tra Flessinga e Breskens e tra Kruiningen e Perkpolder. I collegamenti sulla Schelda Orientale furono abbandonati nel 1965, mentre quelli sul Veerse meer erano stati definitivamente sospesi già nel 1961.

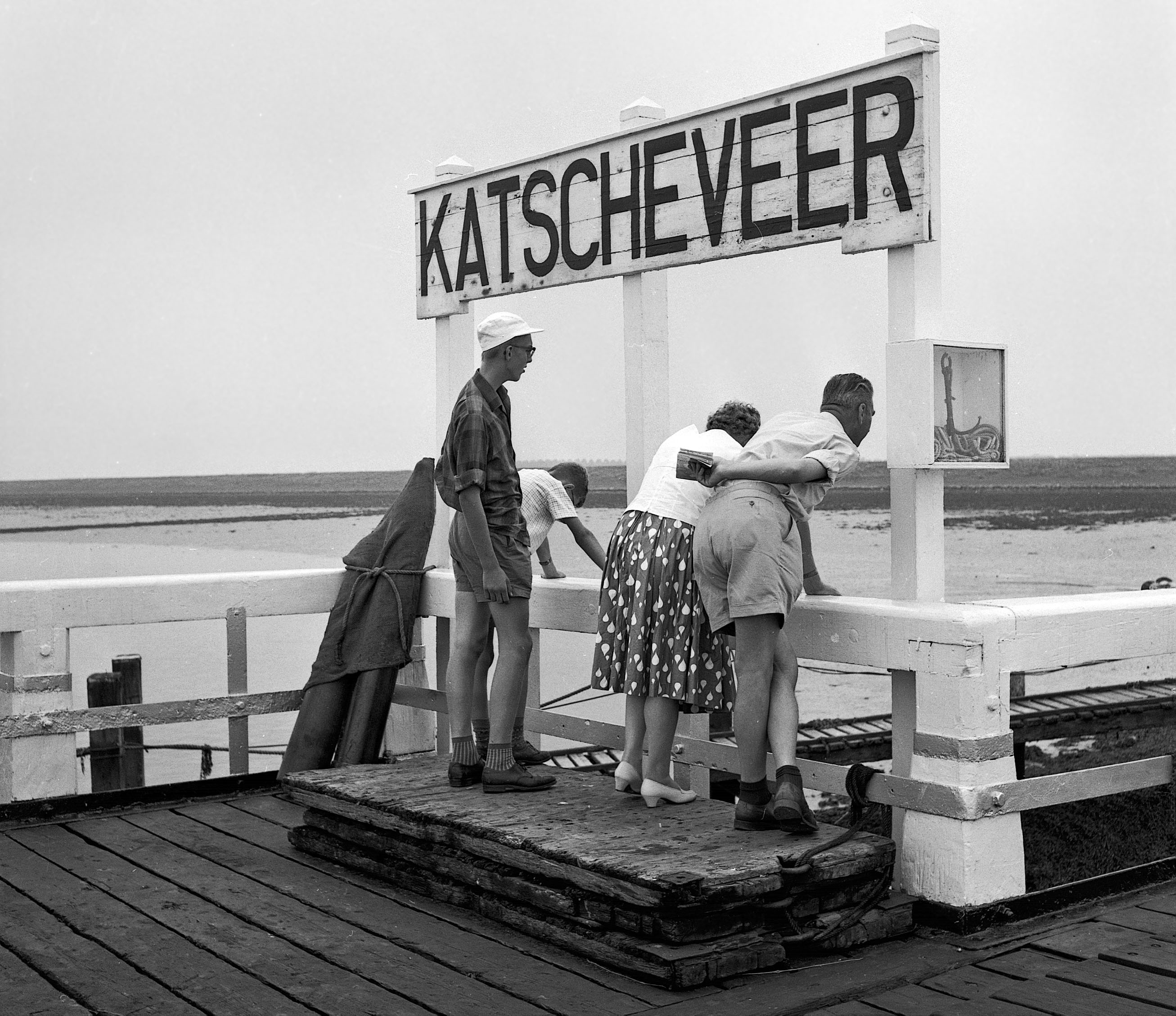
L'imbarcadero di Katscheveer

## Flotta
Dopo un primo periodo di gestione delle rotte con piroscafi convenzionali nel 1928 venne messa in servizio il primo traghetto ro/ro, denominato Koningin Wilhelmina (Regina Guglielmina), insieme alle prime invasature destinate all'approdo di tale tipologia di nave.
All'inizio della seconda guerra mondiale alcune navi furono affondate dalle truppe francesi in ritirata, mentre nel 1944 le truppe naziste affondarono alcune navi all'imboccatura del porto di Flessinga per impedire lo sbarco degli Alleati.
Tra il 1958 e il 1964 venne avviato un consistente piano di rinnovo della flotta, con l'introduzione di tre navi bidirezionali di moderna concezione (Prinses Beatrix, Prinses Irene e Prinses Margriet) mentre nel 1968 e nel 1970 vennero messe in servizio due unità a due piani, le prime dei Paesi Bassi, sulla rotta Kruiningen-Perkpolder.
Altre tre unità a due piani vennero acquistate nel 1986 (Prinses Juliana), nel 1993 (Koningin Beatrix) e nel 1996 (Prins Johan Friso).
| Nome                   | Costruzione | Acquisto | Dismissione | Destino finale                                                                      |
| ---------------------- | ----------- | -------- | ----------- | ----------------------------------------------------------------------------------- |
| Prinses Beatrix        | 1958        | 1958     | 1994        | Demolita in Cina                                                                    |
| Prinses Irene          | 1960        | 1960     | 1988        | Demolita in India                                                                   |
| Prinses Margriet       | 1964        | 1964     | 1996        | Venduta in Indonesia                                                                |
| Prinses Christina      | 1968        | 1968     | 2003        | Venduta ad Amadeus S.p.A e rinominata Ladies Matacena; demolita in Turchia nel 2012 |
| Prins Willem-Alexander | 1970        | 1970     | 2003        | Venduta ad Amadeus S.p.A e rinominata Athos Matacena; demolita in Turchia nel 2012  |
| Prinses Juliana        | 1986        | 1986     | 2003        | Venduta ad Amadeus S.p.A e rinominata Amedeo Matacena; demolita in Turchia nel 2023 |
| Koningin Beatrix       | 1993        | 1994     | 2003        | In servizio per BluNavy con il nome Tremestieri                                     |
| Prins Johan Friso      | 1997        | 1997     | 2003        | In servizio per BluNavy con il nome Acciarello                                      |

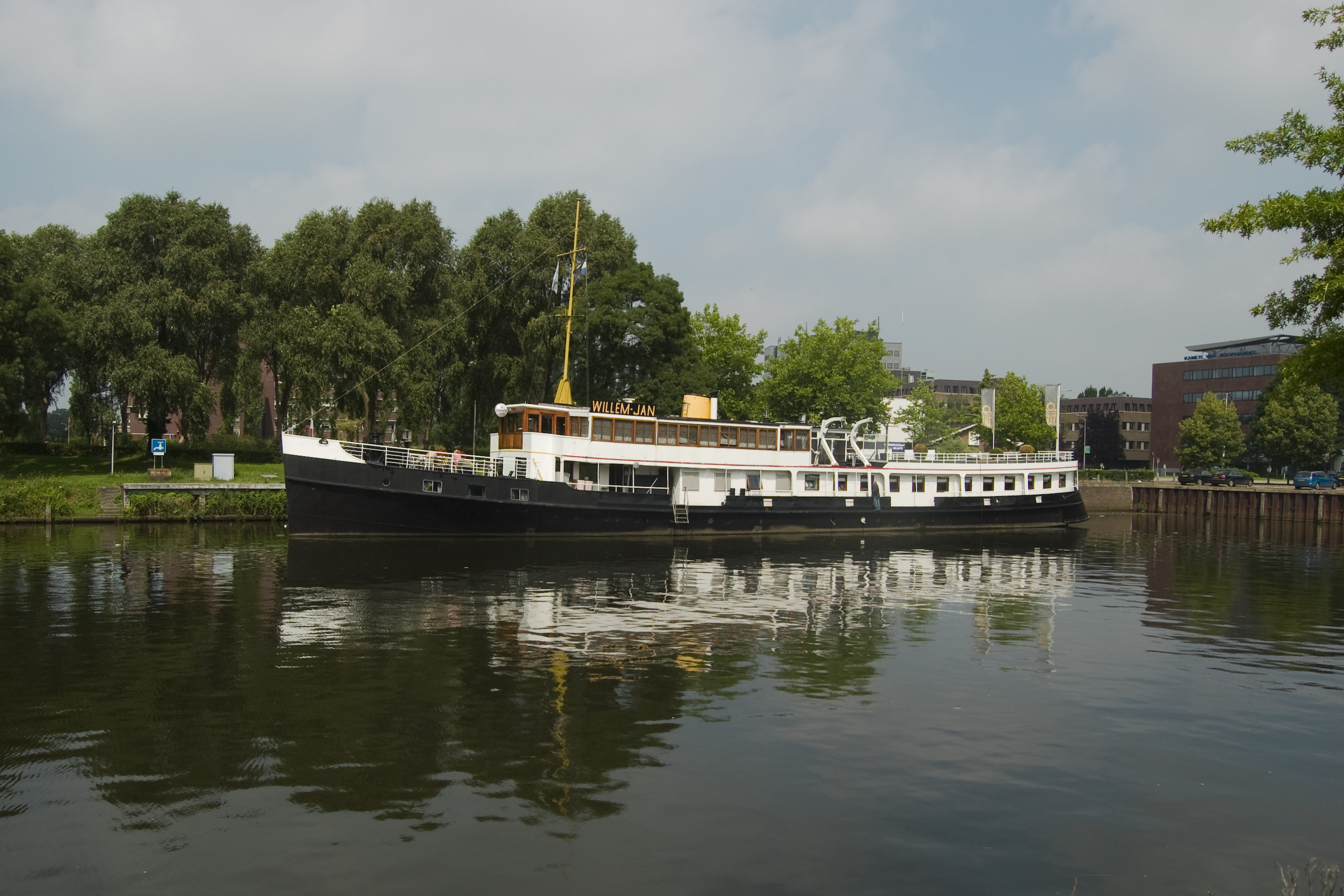
L'ex traghetto PSD Oosterschelde a Zwolle

Ad oggi nei Paesi Bassi sono ancora presenti tre navi appartenute alla PSD: la Koningin Emma a Scheveningen, la Zuidvliet a Zierikzee e la Oosterschelde a Zwolle. 